# ゾヴォーク
- バンプレストオリジナル > バンプレストオリジナルの機動兵器一覧 > ゾヴォーク
- バンプレストオリジナルのキャラクター一覧 > ゾヴォーク

ゾヴォークとは、『スーパーロボット大戦シリーズ』に登場する架空の異星人勢力である。本項では関連勢力の「インスペクター」についても記載する。
名称の表記はシリーズ作品により「ゾヴォーグ」「ゾヴォーク」の双方が存在するが、本項では基本的にゾヴォーク表記を使用する。

## 概要
DC戦争シリーズ
地球から「ゲスト」と呼称される異星人勢力の正式名称。「インスペクター」と呼称される異星人勢力と共に、恒星間国家「共和連合」に所属する同種族。 またインスペクターとゲストの双方を統一する最高意思決定機関「枢密院」が存在する。
「共和連合」は元々は同じ星から移民した、起源を同一とするひとつの国であるが、お互いの星系が違うため頻繁に交渉をしているわけではない。軍事力だけが極端に肥大化した地球は危険であるとして、地球人の勢力を殺ぐために進攻したというのが共通の大義名分ではあるが、その裏にはお互いに先手を打って地球の武力を手にし、対立陣営より優位に立ちたいという政治的思惑もあった模様。
時系列的には『第3次』で、先んじて地球に侵略を開始したのがインスペクターである（直接の軍事行動以外では、これ以前にゲストが地球と接触していた。詳細はテイニクェット・ゼゼーナンの項目を参照）。
その後『第4次/S』または『F/完結編』においてゲストが侵攻を開始する。最終的に枢密院は停戦命令を出し、元インスペクター四天王のメキボスを特使として地球に派遣したが、ゲストのタカ派筆頭であるゼゼーナンは停戦を拒否。ゼゼーナンが倒れた後に地球と正式に友好条約を結んだ（ただしプレイヤーの選択次第では、地球とゾヴォークが終わり無き戦争状態に陥る場合もある）。
なお、作中に登場するゾヴォーク陣営の人物は下記のみであり、量産型機動兵器には命令に忠実なバイオロイドが搭乗している（DC戦争シリーズのゲスト軍機については後述）。
αシリーズ
本編未登場であるが、『α』でユーゼス・ゴッツォが星間連合の代表として名を挙げている。また『第3次α』でゼ・バルマリィ帝国弱体化の理由の一つとして、ゾヴォークとの戦いがあるという。
OGシリーズ
『OG2』では「ゾヴォーク」という単語は使用されていないが、インスペクター四天王のメキボスが名乗りの際に「ゾ…インスペクターだ」と、その名を匂わせる発言をしている。同じ場面でギリアム・イェーガーが「『ゲスト』か?」と問い、これを受けたメキボスは「あの連中のコードネーム」と答えている。
ゲスト側の謀略でバルマーに偽装して登場するなどしたため、地球側に多少の混乱が生じたが、インスペクターとの交戦を経た『OG2』終了時点における状況は『第3次』の終了時とほぼ同様である。地球側から見たゲストはバルマー帝国と別の国ということが理解されつつある。
ゲーム中での表記は「ゾヴォーク」であったが、『電視大百科』にて「ゾヴォーグ」に変更され、以後のシリーズでは後者の名称が使用されていた。『第2次OG』において登場した際に、初期の設定表記通りの「ゾヴォーク」の表記に戻っている。また、インスペクターとゲストの本来の名称も新たに設定された。

### インスペクター
DC戦争シリーズ
『第3次』で初登場。共和連合を二分する勢力のひとつ。南極事件の発生により、ゲストに先手を打たれたことを認識し、地球への侵攻を開始する。当時の地球側からは異星人と呼ばれており、インスペクターの名は戦後に命名された。地球と同様に軍隊や軍人という概念を持つが、生身の人間は指揮官クラスのみであり、兵員は人造のバイオロイド兵でまかなっている。また兵器も可能な限り現地で接収したものを使用し、人的損失を極力抑える方針を採っている。地球人類が当面の間は宇宙に進出できないよう痛撃を与えることを目標としており、そのため『第3次』ではコロニー落としなどを企図するが、ロンド・ベル隊に阻止され総司令官であるウェンドロが戦死するに至り全面的に撤退する。
OGシリーズ
『OG』シリーズでも目的はほぼ同様で、「銀河を蝕むであろう病原菌」（ヴィガジ談）の駆除という枢密院に与えられた大義名分を掲げているが、一方でゲストと同様、地球人の造り上げた機動兵器や技術に強い関心を寄せており、現物やデータを欲していることも強調されている。空間転移装置を保有しているが、小型化と量産化には至っておらず、シャドウミラーの所有するシステムXNにも注目していた。またアギーハの発言によると、枢密院は地球を「レベルA」として評価し、隔離という命令を下している。異文明監査という名目上兵力には有形無形の制限が課せられており、戦力を現地調達した理由の一つがそれである。なお、こちらではヴィガジが早い段階で地球の呼称法に倣い、自勢力のコードネームをインスペクター（監察官）と命名している。『第2次OG』では本来の名称は「ウォルガ」であることが明かされた。
少年ながら異文明監査官を務めているウェンドロの存在や、キャラクター辞典における彼の項目の解説から、共和連合は年少者でも能力が高ければ政治や軍事に携われる社会構造を持つものとみられる。またメキボスは自身たちを指して「感情を失いつつある」と分析している。

### ゲスト
DC戦争シリーズ
『第4次/S』で初登場。共和連合を二分するもう一つの勢力で、インスペクターに先んじて地球と接触する。インスペクターと異なりゲスト軍は開戦当初より独自の機動兵器を大量に投入しており、その運用も生身の兵員によるものが多かった。
『第4次/S』では地球とゲストとの密約に関しては秘密裏に条約を締結したという程度の表現で、ヒュッケバインにゲストの技術が使われているという設定レベルでの話に止まっていたが、『F/完結編』では詳細が提示された。ゲストは技術力では地球を上回っていたが、それを兵器に転用する発想を持たなかった。そこで技術を軍事利用することに長ける地球人の資質に着目し、地球に技術を供与し見返りとして成果物を逐次提供させるという条件を提示、条約を締結する。これが南極で行われた会談の内容であり、その結果として地球側に縮退炉の基本概念やクローン技術がもたらされた。本来、技術交換以上の干渉は禁じられていたが、ゼゼーナンは自分の野心のために関係者の謀殺を画策しグランゾンを暴走させようとする。結果、第1使徒アダムがこれに反応しセカンドインパクト発生の原因となった。地球側も技術を独占しようと企んだ結果、関係者で生き残ったのはほぼゼゼーナン一人となる。
後に「地球文明抑止計画」を立ち上げ地球へ侵攻する。地球人を管理下に置き正しい方向へ発展するよう指導するという題目を掲げてはいたが、実際にはゼゼーナンの野心の踏み台でしかなかった。
「銀河法」という独自の法を持ち、ゼゼーナンもこれを厳守している。ゾヴォークはジェノサイド兵器と呼ばれる強力な兵器を保有するようであるが、その使用は銀河法に抵触するとして機動兵器で直接戦う選択をとった。また数多くの種族を絶滅させ同族同士で争う地球人は銀河法に則れば極刑に値するとも主張しており、メキボスもその主張自体は「根も葉もないことではない」とある程度認めていた。
OGシリーズ
正式名称は「ゾガル」。OGシリーズではエアロゲイターの横槍が入ったため、エアロゲイターより先に地球における主導権を得るためにゼゼーナンが技術提供を行っている。また、EOT特別審議会とのパイプを作り、ヘルゲート（建設当時。『第2次OG』では「ヘブンゲート」と改名）を作らせたほか、南極で地球側が全面降伏する形の会談を行おうとしていた。この際、エアロゲイターの戦艦であるフーレで南極に来訪している。だがこれについては抗戦派であったEOTI機関の意向を受けたシュウが、グランゾンで会談そのものを潰したために失敗に終わっている。
鋼龍戦隊の地上帰還と前後して地球圏に到来、地球の要所に対し一斉に奇襲作戦を展開するが、「グレイ」ことメキボスの情報リークにより事前に情報を掴んでいた連邦軍側の抵抗で作戦は失敗。目標を月に切り替えムーンクレイドル、次いでヘブンゲートを占領する。ルイーナの跳梁もあり地球への再攻撃タイミングを掴めず、シュウの手によってゼゼーナンの目論見を暴露される。フェイズシフト理論の使用は違法行為であり、それゆえにゾガルの中央はゼゼーナンらをあっさりと切り捨てた。オペレーション・レコンキスタの発動により指揮官たるゼゼーナンは戦死。残存勢力はメキボスに従い戦闘を中止し、ガンエデンの撃破と共に地球圏から撤退した。
『第2次OG』では生身の兵員は指揮官クラスに限られ、兵卒は人間ではなくバイオロイドのみで構成されている。『OGIN』に登場したインスペクター製バイオロイドのデザインを流用しているため外見が若干異なるほか、インスペクターのバイオロイド兵が一切の言葉を発しなかったのに対し、ゲストのバイオロイド兵は機械的ながらも言葉を発し、命令を理解するだけの高度な思考力を持たされている。

### ゴライクンル
『第2次OG』より存在が明らかになった戦争商人集団。ロフもここより派遣されていた。ゾガル、ウォルガをはじめ様々な派閥と関わりを持つ。新型兵器の試験運用を行うという名目の下に独自の傭兵部隊を保有している。存在を秘匿して行動したい者に戦力を供給するほか、時には雇い主の了解を得ずに強引に軍事活動を行い功績をアピールすることもある。

## 人物

### インスペクターの人物
メキボス・ボルクェーデ
声優：石田彰
シリーズ初登場は『第3次』。四天王と呼ばれるインスペクターの幹部で自称「影のリーダー」。男性。右頬に爪で裂いたような三条の赤い傷跡がある。頭の回転が速く有能。地球人と交戦する中で、地球人が持つ資質を見直すようになる。『第3次』では破嵐万丈、『OG2』ではイルムガルト・カザハラと特に親しくなり、味方につくこともあった。ウェンドロの実の兄だが、兄弟の情をも利用するウェンドロによって一撃で倒された（『OG2』ではウェンドロの残酷さが強調され、近くまでおびき寄せ機体のシステムを落としてから倒した）。しかしかろうじて生還し、傷ついた身体をサイボーグ化し復活。『第4次/S』『F完結編』『第2次OG』において枢密院特使として地球圏に再訪し、枢密院の意向に反するゼゼーナンの野望を阻止するため協力する。サイバネティクスに関連して破嵐万丈に「600万ドルの男」を引き合いに出された。ゼブリーズとは幼馴染で、彼を「ゼブちゃん」と呼ぶほどの間柄。ロフやセティとも友人関係にある。
『OG2』ではメキボスら四天王が初登場するマップで四天王を全滅させ、かつメキボスを最後に撃破するとプレイヤーを「やり込み派」と賞賛する台詞を言い、ボーナスとして希少価値の高いパーツや汎用武器を入手できる。『OGs』では、この隠し要素があったことを受けた台詞に変更されていて、プレイヤーに対しては「やっぱりチャレンジしたか」とコメントした後「超やり込み派」と称える。その後、プレイヤーがこの隠し要素でボーナスが出ると知っていることを意識した発言の後、ボーナスアイテムが手に入るようになった。
『OG』シリーズにおける設定は旧シリーズと同一だが、ファミリーネームやゾヴォーク社会での家柄・派閥に縛られてきた過去、先の地球侵攻失敗後にウォルガから放逐されたことから組織間での争いに疲れ、枢密院に所属したことなどが本人の口から明らかになっている。右頬の傷跡は過去にボルクェーデ家およびウェンドロを狙った暗殺未遂事件の際にできたものと判明した。ゲストが地球圏への侵攻を始めた頃から部下のガヤトを先んじて潜入させるなど水面下で行動しており、戦後は地球とゾヴォークのパイプ役として地球圏に残留することになった。
乗機はグレイターキン（『第3次』『OG2』『OGs』）、グレイターキンII（『F完結編』『第2次OG』『OGDP』）、ライグ=ゲイオス（『第4次/S』）。
専用BGMは「VIOLENT BATTLE」（他の四天王や『F/F完結編』のゲスト3将軍も同様、『第2次OG』以降は専用曲。）。北米版『OG2』での曲名は「The Violent Four」。
ヴィガジ(Vigaji)
声優：草尾毅
シリーズ初登場は『第3次』。インスペクターの幹部で四天王の（自称）リーダー。男性。文明監察次官の役職にある。禿頭で黒目を持たない眼球という独特の外見。本人曰く頭は「剃っているだけ」。メンツを重んじる居丈高な態度をとることが多く、度々メキボスに窘められていた。リーダーであることに異様なこだわりを見せる。地球人を「野蛮人」呼ばわりするが、『OG2』ではゼンガーにその言葉をそっくり返された。一方で仲間への同朋意識は強く、『ジ・インスペクター』（以下『OGIN』）ではシカロクとアギーハの戦死に対し激昂した。
翻訳機に振り回されることも度々あり、レーツェルの名前や「武神装攻ダイゼンガー」の名乗りの際などに混乱していた。
四天王の中では最もウェンドロに忠実であるが、空回りになることが多い。ムーンクレイドル制圧戦でヒリュウ改に敗れ、地球人に負けたことを認めないまま死亡する。『OGIN』ではホワイトスター戦でグランゾンに倒された。
乗機はガルガウ、メガガルガウ（『OGIN』）。
アギーハ(Agiha)
声優：安達忍(PS版『第3次』)、大田詩織(『OGs』)、浅川悠(『OGIN』)
シリーズ初登場は『第3次』。インスペクターの幹部で四天王の紅一点。自称「裏のリーダー」。好戦的な性格。シカログとは恋人同士。年齢は29歳。年増呼ばわりされることを嫌う。
『OG2』ではネビーイームの決戦時にシカログが先に撃墜された場合、激しく悲しみや怒りを露にし精神コマンドを多数使用する。
『OGIN』で、ハイレグ型の衣装を着ていることが判明した。
乗機はシルベルヴィント。自機と同様に高機動タイプのサイバスターをライバル視していた。
シカログ(Sikarog)
声優：なし
シリーズ初登場は『第3次』。インスペクターの幹部で四天王のひとり。アギーハ曰く「真のリーダー」。男性。禿頭で強面。非常に無口でシナリオ・戦闘中とも全く喋らない（台詞は「……」の類である）が、表情の変化で他のメンバーとの意思疎通は出来ている模様。アギーハとは恋人同士。
『OG2』ではネビーイームの決戦時にアギーハが先に撃墜された場合、無言・ほぼ無表情ながら恋人を討たれたことに怒りを露にし精神コマンドを多数使用する。
乗機はドルーキン。
ウェンドロ・ボルクェーデ(Wendoro)
声優：高坂真琴（PS版『第3次』）、甲斐田ゆき（『OGs』『OGIN』）
シリーズ初登場は『第3次』。インスペクターの総司令官。男性。年齢は16歳。『第3次』ではアクシズ、『OG2』ではホワイトスターを奪取した後、地球人からの武力の剥奪を企てる。外見、年齢とも少年であるが異文明監査官の地位にあり、地球攻撃の司令官に就任しているなど相当有能とみられる。ヴィガジやアギーハは「ウェンドロ様」と呼んでいた（『OG2』ではメキボスも周りに合わせて様付け）。常に笑顔を絶やさず、その行動には狂気も見え隠れする（自機のHPが減ると焦った表情になる）。実兄メキボスを殺害した（上述のように実際は瀕死ながら生存）時も、そして死の寸前までも表情を大きく変えることはなかった。
『OG2』では冷徹さが強調され完全に他者を見下しており、シャドウミラーを「見所があるから飼ってやっている」などと発言したり、部下である四天王に対しても「能力が無いから死んだ」と言い放つ。また、地球人を「幼稚な野蛮人」と呼んで完全に侮っており、その能力を最後まで認めようとしなかった。過去にも一度メキボスを殺害しようとしたらしいが詳細は不明。
『OGIN』では、ホワイトスターを占拠中に密かにアインスト化しており、第25話でアインストとしての本性を現しシャドウミラーやメキボスを攻撃。他のアインストを従え攻撃を仕掛けるが、リュウセイたちにとどめを刺され爆死する。アインストとしての本性を表してからは両頬にメキボスを思わせる傷跡のような模様が現れ、ゲームと異なり両目を開き表情も大きく変えるようになる。また、アインスト化したことで次第に自我が崩壊していき、最終的にはまともな思考を失って支離滅裂な発言を繰り返すだけとなった。
専用BGMは「ARMAGEDDON」、「VIOLENT BATTLE」（GBA版『OG2』）、「裁く者、裁かれし者」（『OGs』）。乗機はディカステス。
ヨン・ジェバナ
声優：早見沙織
『OGDP』から登場。連邦軍開発実験団第3人型機動兵器開発実験隊のテストパイロットであり、階級は少尉。メガネをかけた黒髪の少女で、メカの知識が豊富。腕時計型の通信端末を持っており、これを介してPTや戦艦の遠隔操作を可能とする。地上人召喚事件の折ラ・ギアスに迷い込み、シュテドニアス軍に協力を迫られていたところシュウ・シラカワと遭遇、地上に戻るためとして一行に加わる。
本名は「ガヤットーバ・スチェッカ」で、通称はガヤト。ウォルガに属していた頃からのメキボスの補佐官で、彼を「マスター」と呼び慕っている。インスペクター事件の時はゾヴォーク本国におり、地球圏から帰還したメキボスにより「ゼゼーナンを失脚に追い込む情報を持つとされるシュウとの接触」という密命を受け、インスペクターが壊滅させた部隊の軍籍と接収した装備を得て単身地球圏に潜入するも、肝心のシュウはマサキ達に倒された後で、途方に暮れていたところを地上人召喚事件に巻き込まれた。しかし幸いにも蘇生していたシュウを発見し、任務遂行のため連邦軍兵士を演じて同行した。
『ODMD』では転移装置のアドバイザーとして鋼龍戦隊に所属。出自故か、対ゾヴォーク機限定のエースボーナスを持つ。
乗機はプファイルIII。
専用BGMは『AUDITOR GIRL』。

### ゲストの人物
グロフィス・ラクレイン
声優：林一夫（『F/F完結編』）、池添朋文（『OGシリーズ』）
ゲスト3将軍の一人で傭兵部隊の隊長。男性。愛称はロフ。前髪の形が特徴的。名門の出身で、自身も士官学校を首席で卒業するほどの実力を持つが、家柄だけで地位が確定する社会に嫌気がさして家を飛び出した。傭兵として軍に雇用される道を選ぶが、結局はあまりの優秀さ故に将軍と同等の扱いを受けることとなっている。セティと婚約していたが出奔の際に解消されている。普段は真面目だが、酒が入ると人が変わったように陽気になるという設定。SFC版『第4次』では終盤に必ず戦死するが、『第4次S』『F完結編』では最後まで生存する場合がある。
『第2次OG』では、本名はグロフィス・デルファルテであり、名門の出である事を捨てた際に現在のラクレイン姓を名乗るようになったことが判明した。戦い続けるうちに自分の行為に意義を見出せなくなり、メキボスの来訪を機にゼゼーナンに地球侵攻の真意を問おうとするが、その矢先に口を封じられそうになったため（これはシュウ一行によって阻止されている）、ゼブとセティを説得し鋼龍戦隊と協力してゼゼーナンを討つ。その後はセティとお互いの想いを再確認し、よりを戻した。
搭乗機はゲイオス=グルード（『第4次/S』）、ライグ=ゲイオス（『第4次/S』『第2次OG』）、ゼイドラム（『F/完結編』『OGシリーズ』）。
専用BGMは「VIOLENT BATTLE」（『F/完結編』）、「ジェノサイドマシーンII」（『OGシリーズ』、ゼイドラム乗り換え後）。
ゼブリーズ・フルシュワ
声優：大林隆介（『F/F完結編』）、チョー（『OGシリーズ』）
ゲスト3将軍の一人。男性。愛称はゼブ。ゲストの混成部隊である機動第3軍の攻撃隊長であったが、司令の戦死に伴い司令代理を経て正式に司令官となった。独断専行しがちなところがあるがそれを補って余りある戦果を上げるため、上層部からは黙認されている。メキボスとは幼馴染で彼を「メキちゃん」と呼ぶ。戦いは嫌いだが仕事と割り切っている。戦いに負けても気にしないC調人間であり、非常に間延びした喋り方（「こーれでもくーらいな!」等）をするが驚いたり、本気でキレると語尾が普通になり、声色もドスの利いたものとなる。普段は飄々としているが、『F完結編』でEVA初号機が第14使徒ゼルエルを捕食した時は、「地球人は何て物を作るんだ!」と驚愕して部隊を後退させ（『第2次OG』では、メキボスが異形の姿となったAI1に対し同様の発言を行っている）、『第2次OG』では特異点の存在が暴かれてもなお大義名分を振るおうとするゼゼーナンへ怒りを爆発させた際に普段の口調をかなぐり捨てた。感情が昂った際の口調から窺えるように、本質は非常に生真面目かつ義理堅い。メキボスとの友情を途絶えさせず、ロフとセティの関係修復に助力したりなど仲間への気遣いを欠かさない。
搭乗機はゲイオス=グルード（『第4次/S』）、ライグ=ゲイオス（『第4次/S』『F』『第2次OG』）、オーグバリュー（『F/完結編』『第2次OG』）。
専用BGMは「VIOLENT BATTLE」（『F/完結編』）、「ジェノサイドマシーン」（『第2次OG』、セティ、キナハ、ライグ=ゲイオス搭乗時のロフ、ゼゼーナンも同様）。
ジュスティヌ・シャフラワース
声優：水谷優子
ゲスト3将軍の一人。女性。愛称はセティ。柔軟な思考と心理分析に基づく機動戦術を得意とする。右目につけたモノクル状の装置は網膜投影式のディスプレイ。ロフとは幼馴染かつ親が決めた婚約相手であるとともに、親の取り決め以上に彼に好意を抱き、彼が黙って姿を消して婚約が解消された後も心から愛している。『第2次OG』ではシリーズで初めてモノクルを外した素顔が見られる。
搭乗機はライグ=ゲイオス（『第4次/S』『F』）、ビュードリファー（『F/完結編』、『第2次OG』）。
テイニクェット・ゼゼーナン
声優：政宗一成（『F』/『F完結編』）、広瀬正志（『第2次OG』）
男性。ゲストが企てる「地球文明抑止計画」の責任者であり、統合軍太陽系方面司令官としてゲスト軍を指揮する。ゾヴォークの中でも偏見の塊で強硬派として有名な人物。地球人を「下等生物（『第2次OG』では地球の猿共）」と呼んで完全に見下しており、その権利や意思を全く認めようとしなかった。『第4次/S』の最終ボスにして、DC戦争シリーズ全ての事件の元凶と言える存在。
この計画を足がかりとして、地球の多彩かつ優れた超技術を独占し、国内における自身の権力強化を目論む。そのためゲストとして侵攻するよりも前に、技術提供として地球と接触しており、グランゾンの心臓部になるブラックホール機関内部に仕掛けを施し、地球上に戦乱が多発するように細工していた（そのためにシュウの復讐の対象になった）。この際の技術提供として地球に訪れていたのを「地球文明阻止計画」に含めるならば、最初に地球に干渉したのはゲスト側ということになる。当時の地位は筆頭書記官。『DW』では南極事件の際に直接シュウと対面しており、『第2次OG』でもその件が反映されているが、『第4次/S』の時点での設定ではシュウは会談の際にゼゼーナンを遠目から見ただけで、後の「特異点崩壊」まで直接の面識はない。
『第4次/S』のキャラクター辞典では部下に優しい所があるとの記述があるが、実際の作中ではロフを捨て駒同然に使うなど冷淡であり、『F』以降その記述・設定は削除された。
『DW』第6話では、南極事件の際にゲスト側の人物として登場した。
『第2次OG』でも同様の役割で登場。ゾガル陣営の実力者で、権力に基づいた人身掌握術に長ける。乗機バラン=シュナイルを駆って出撃するも、寝返ったロフ達と鋼龍戦隊の前に敗北。メキボスの降伏勧告を一蹴し、「地球は宇宙にとって災厄の源でしかない」と警告を残し自爆した。DC戦争シリーズ同様人類の蛮行を弾劾しているが、「星間連合種保存法」に照らし合わせれば地球人は「無期刑」に値するとなっており、以前より抑えた表現になっている。また、命乞いもせず死に際まで一貫して地球の危険性・蛮性を論じ続けてきたことはメキボスからは「（逆に）潔い」と若干ながら評価された。
ゴライクンルと繋がりがあり、ゲスト軍が保有していた機動兵器のいくつかはゴライクンル製のものである。
搭乗機はゼラニオ、ライグ=ゲイオス（『第2次OG』）、バラン=シュナイル。
専用BGMは「ARMAGEDDON」、「時を越えて(Ver.OGII)」（『第2次OG』、バラン=シュナイル搭乗時）。

### ゴライクンルの人物
ゴモウドッカ・ゴライクンル
声優：岸尾だいすけ
『OGMD』に登場。男性。ゴライクンルの傭兵たちを束ねる人物だが、彼が組織の長と言うわけではない様子(本人曰く「家の事情」)。
搭乗機はゼイドラム。
飄々とした人を喰ったような態度を崩さず、底知れない不気味さを感じる人物。
キナハから「御曹司」と呼ばれている割にはゴライクンル内における立場が明確に示されていない点や、バイオロイド兵と同じ「アタック・パターン・データを最適化」という台詞がある点、また撃墜された際脱出した様子が無いにもかかわらずその後のシナリオデモにも何事もなかったかのように登場しているなど謎の多い人物。
シュリコ・ハバーデ
『告死鳥戦記』に登場。女性。ゴライクンルに所属するパイロット。ゾヴォークの中では辺境惑星の出身であり、出世を求めてゴライクンルに身を投じた。インスペクター事件終盤、ホワイトスターへ突撃をかけるクロガネとヒリュウ改を妨害して戦果を挙げようとするが、FDXチームに阻まれ戦死した。
クェパロク・ナーモ
声優：稲田徹
『OGDP』に登場。男性。ゼゼーナンとのコネを持つ傭兵で、ゲストが地球圏に侵攻した際に彼に兵器を供給した。ゼゼーナンとの関係は利害の一致のみで、彼の失脚を察知すると速やかに見限り（ゼゼーナン自身が手出し無用と言ったことも起因する）、地上が封印戦争で混乱している隙をついて月のマオ社を襲撃した。その際にバラルの園やガンエデン、クロスゲートにも兵器としての価値を見出し奪おうとするが、ゼゼーナンの共犯ということでシュウの復讐の対象となるとともに、地球を私欲で利用しようとする言動がビアンの遺志を継ぐ者の一人であるシュウの逆鱗に触れることとなり、彼とその仲間たちに敗れ去り死亡した。
専用BGMは「魂なき機神達」。
キナハ・ソコンコ
声優：増谷康紀
『OGDP』から登場。男性。クェパロクの部下。効率性や損得を優先し、無駄な経費や時間の経過を嫌う。最終的な展開はプレイヤーの行動によって変化し、クェバロク撃破前に倒すとそのまま戦死し、先にクェバロクが倒された場合はシュウたちの加勢に駆けつけていたゲスト3将軍によって本国へ連行される。
『OGMD』では生存したことになっており、ゾヴォーク本国に収監されていたがゴモウドッカ達と共に再び地球圏やってくる。イラドーヤからは「運の無い男」と言われている。『OGDP』での一件以来シュウを非常に恐れており、彼がクロスゲートから出現した際には激しく狼狽していた。最後はラブルパイラをめぐる戦いで鋼龍戦隊に敗北、自分の運の無さを嘆きながら戦死し、その死をシュウから「すべての責任を運命に押し付けてきた末路」と酷評された。
搭乗機はライグ=ゲイオス、オーグバリュー。
イラドーヤ・クジューア
声優：前田愛
『OGMD』に登場。女性。ゴモウドッカの部下。間延びした口調が特徴で、一見するとマイペースだが、傭兵として確かな腕と戦術眼を持つ。
ヘルルーガとの最終決戦でバラン=シュナイルに搭乗して現れるが敗北。身柄を拘束しようとするヨンに対し、「死人に口なし」と言って脱出せず機体と共に散った。
搭乗機はライグ=ゲイオス、バラン=シュナイル。

## メカニック
ゲストの機動兵器は名称の区切りに“=”を使用している。

### インスペクター指揮官機

#### ディカステス
【Dikastiss = ギリシャ語で「裁判官」】
ウェンドロ専用機。『電視大百科』などでは「ディカスティス」との表記もある。
- 第3次……ラストボス機。ヴァルシオンなどを参考にして製作された、異星人側の最強の機動兵器。
- OG2……殲滅戦用大型機動兵器。地球への武力侵攻が決定した後で開発された機体。「目には目を、歯には歯を」とするウェンドロの方針に基づき、ヴァルシオンを始めとする地球の兵器のデータをインスペクター側で改良し開発されている。巨体に悪鬼のごとき顔、2枚の刃状の翼、2本の尾など怪物じみた形状を持つ。空間転移装置を搭載し本来は単独で空間転移が可能だったようだが、メキボスの攻撃で転移装置は破壊された。
- OGIN……アインスト化したウェンドロの影響を受けて機体も変異。関節部が緑色の蔦状になり、赤い水晶体が出現するなど、他のアインストの特徴が現れている。グレイターキンを触手で貫き撃破。その後、『OGs』の演出同様ホワイトスター外壁をメガフラッシャーで撃ち抜き出現したが、グルンガストとダイゼンガーの武器で両腕を斬り落とされ、SRXの念動爆砕剣で胸部を貫かれ撃破された。

武装
高周波ブレード
空間から取り出す両刃の剣。地球人の武器を参考にして作った模様。空間から取り出すエフェクトは『OGs』以降のグランワームソードと同一。
ビッグバンウェーブ
自身の周りに強力な衝撃波を発生させるMAP兵器。
必殺技
メガフラッシャー
胸部からエネルギーを放出する。『OGs』では使用時の演出でホワイトスターの外壁を撃ち抜く描写がある。ウェンドロ曰く「審判の光」。

#### ガルガウ
ヴィガジ専用機。金色の恐竜もしくは怪獣のような形状。接近戦を得意とする。
- 第3次……ゲッターチームのリョウに「メカザウルスに似ている」と言われた。
- OG2……大型機動兵器。両腕部に装備した大推力ブースターを用いた突撃・格闘戦を得意とする。地球側の特機を参考にしており、地球への武力侵攻決定後に仕様が変更された。外見は怪獣のようであり、初登場時にはリュウセイにも指摘されている。インスペクターの本格的侵攻の前にムーンクレイドルに出現し、ビルトファルケン・タイプLを大破させた。テスラ・ライヒ研究所奪還戦では、ゼンガーのグルンガスト参式を追いつめた。後のムーンクレイドル奪還戦でヒリュウ改のPT部隊によって撃破される。インスペクター四天王の機体の中で唯一カットインがある。
- OGIN……テスラ研奪還戦でゼンガーのグルンガスト参式を中破させ戦闘不能に追い込むが、新規投入されたダイゼンガーの「斬艦刀・雲耀の太刀」で一刀両断され撃破された。ヴィガジは脱出装置でホワイトスターに逃亡した。

武装
ホーミングミサイル
口からミサイルを連射する。
高周波ソード

メガ粒子砲

アイアンクロー
本機を象徴する武装で両腕に搭載。GBA版と『OGs』ではデザインが違い、前者は鉄色。後者は本体のカラーに合わせて塗装されており、ブレード状のウイングがついている。
GBA版では展開して突撃、クローで連撃を加えて捕獲、口から炎を浴びせた後、反対のクローで殴り飛ばす。『OGs』では突撃し、両方のクローで刺突、その後殴り飛ばして捕獲、挟み込んで攻撃した後に投げ上げ、炎を吹きつける。
必殺技
メガスマッシャー
胸部を展開して砲身を出し、エネルギーを放射して攻撃。『OGs』では咆哮のような効果音がある。

##### メガガルガウ
- OGIN……ガルガウを失ったヴィガジが新たに搭乗した同系機。機体カラーは銀で、アイアンクローなど細部の形状が異なっている。装甲・出力共にガルガウを上回る性能を見せるが、グランゾンのブラックホールクラスターを受け爆散した。

##### メガ・ガルガルガウ
八房龍之助によるOGINの漫画版第2章『スーパーロボット大戦OG -ジ・インスペクター- Record of ATX BAD BEAT BUNKER』に登場。メガガルガウを更に強化した機体で、同じくヴィガジが搭乗する。
上半身が二つになっているのが外見上の特徴。

#### グレイターキン
メキボス専用機。射撃・格闘用装備と盾を装備し攻守共にバランスの取れた機体。MAP兵器のサンダークラッシュを搭載している。高速広域管制機でもある。
- 第3次……メガビームライフル、メガビームサーベルといった武装を持つため、モビルスーツを参考に設計された機体という説もある[4]。ルートにより初登場の場所が異なるが、最短だとルナツー内部に他の四天王機と共に出現する。展開次第ではロンド・ベルと共闘する。
- OG2……ホワイトスターにシルベルヴィント、ドルーキンと共に出現。一撃でホワイトスター駐留艦隊を全滅させた。月面にも出現しヒュッケバインMk-IIIの奪取を図ったが、ウラヌス・システムを起動させたリョウトの反撃で失敗している。パーソナルトルーパーやアーマードモジュールなどを参考にしたパーツが取り付けられており、テスラ・ドライブも搭載する。これは地球とインスペクター両陣営の技術的融合の方向性を探るという狙いのためである。後にメキボスがウェンドロに反逆した際、緊急停止システムによって機体の動きを止められ撃破されている。インスペクター四天王の機体の中では最も小型。
- OGIN……『OG2』と同様に、ヒュッケバイン系の機体を狙って月に出現。リョウトが起動させたエクスバインと必殺兵器の撃ち合いを行い、盾を破損するが本体はほぼ無傷であった。ホワイトスターでの決戦ではグルンガストやエクスバインの攻撃を受け中破。帰還後アインスト化したディカステスに斬りかかるが、触手で貫かれ機能停止する。

武装
メガ・ビームバスター
手に持った大型ライフル。ビーム弾を撃ちだす。
高周波ソード
細身の実体剣。振動で目標を斬る。
メガビームライフル

メガビームサーベル

フォトンビーム砲
本機の最強武装。胸部から砲身を展開し、光子の奔流でなぎ払う。『OGs』では全体攻撃属性。
ソード・ランチャー
左肩の五本の刃状の射撃武器。『OGIN』で使用した。グレイターキンIIも同形の武装を装備しているが、使用していない。

必殺技
サンダークラッシュ
左肩のソード・ランチャーにエネルギーを集中、電撃を放射して攻撃するMAP兵器。

##### グレイターキンII
メキボス専用機で、グレイターキンの強化発展型。全体のスペックが向上しており、必殺技のサンダークラッシュは広範囲攻撃型からエネルギーを凝縮した一点集中攻撃型に変わっており、名称もネオサンダークラッシュとなっている。
- F完結編……枢密院の特使となったメキボスが乗って登場。『F完結編』ではルートによってはプレイヤーの選択で戦うこともできるが、地球とゾヴォークが泥沼の戦争を続けるバッドエンドになる。
- OGシリーズ……ウォルガで開発が進められていたグレイターキンの後継機。開発プランは後にゾヴォーク枢密院預かりとなり、豊富な予算の投入とメキボスの意見を全面的に採用した改良を加えた結果、あらゆる面でグレイターキンを上回る高性能機となった。デザインは藤井大誠[5]。

#### シルベルヴィント
【Silber Wind = 独語で「銀の風」】
アギーハ専用機。脚部を持たない飛行タイプで、四天王の機体で最も機動性に優れ、遠距離戦を得意する。ただし装甲が脆弱で、四天王の機体で最も耐久性が低い。
- 第3次……モビルスーツを参考に製作した機体とされる[7]。メガ粒子砲などモビルスーツと同様の武装を持つ。
- OG2……高速戦闘用機動兵器。全身に装備されたバーニア・スラスターと姿勢制御用モーターにより高機動性を誇る。分身機能も持ち回避能力が高い。サイバスターとの初対峙でマサキを翻弄するが、アステリオンとの連携攻撃を受け撤退。最後はホワイトスター内部での戦闘でドルーキン共々撃破される。
- OGIN……サイバスターとの戦闘でマサキを翻弄する描写が無くなり、ほぼ互角の戦闘を繰り広げた後にアステリオンの参戦とサイバスターの奇襲により損傷。アカシックバスターで止めを刺される寸前まで追い詰められるが、シカログが空間転移でレストジェミラを送り込み盾にしたため、難を逃れる。その後ホワイトスター近海での戦闘でヴァルシオーネ、アステリオンに両肩を破壊され、サイバスターに両腕の高周波ソードと下半身を切り落とされる。なおも食い下がり特攻しようとするが、アカシックバスターを受け撃破された。

武装
高周波ソード
両腕から剣を伸ばし、高周波で切り裂く。
メガ粒子砲

高周波ブレード

フォトンビーム砲
胸部の砲身からビームを放つ。

必殺技
ボルテックシューター
GBA版では胸部から円盤状のビームを撃ち出す攻撃。『OGs』では渦で目標を拘束した後突撃する。

#### ドルーキン
シカログ専用機。ハンマーや精神注入棒など原始的な武器を装備する。機動性は低いが、四天王の機体で最も防御に優れる。
- 第3次……その機体コンセプトから、マジンガーZやゲッターロボを参考にした異星人側のスーパーロボットではないかと解説されている[8]。
- OG2……インスペクター側では旧型で元々砲撃戦用の機体を改造した。ハンマー装備はアギーハの意向らしい。突然出現して戦艦を攻撃することが多い。シルベルヴィント共々、ホワイトスター内部での戦闘で撃破された。
- OGIN……ハワイおよびホワイトスターでの決戦のみと、登場回数は少ない。前者ではアルトアイゼンのリボルビング・ステークを受けても全く効果がなかったが、後者の決戦では、新機体のアルトアイゼン・リーゼのリボルビング・バンカーを胸部に連続で受け撃破された。

武装
バニッシュレーザー
両肩の砲身からビーム砲を発射する。
フォトンビーム砲
胸部の砲身からビームを発射する。射程がやや短い。
ハンマー
モーニングスター状のハンマーを振り回し目標を粉砕する。

### ゲスト指揮官機

#### バラン=シュナイル
司令官クラスの専用機として開発された機体。脚部を持たない飛行タイプ（ゲームでは地上も移動可能な設定）。大小一対ずつ、計4本の腕を持つ。比類なき耐久力と機動性を兼ね備えており、MAP兵器「ビッグバンウェーブ」を装備する、事実上ゲスト最強の機体。
- 第4次/S……ラストボス機。緑のカラーリング。
- F完結編……カラーリングがオレンジに変更された。本作のボスクラスの例に違わず、破格の運動性や装甲値を持つ。
- 第2次OG……ゼゼーナンの依頼によりゴライクンルが開発した大型機動兵器。砲艦に匹敵する火力と、月から地球を狙撃可能な長射程、地球由来のMAP兵器を装備し、機動性もゲイオスシリーズを上回る。さらに指揮管制機能と電子戦機能を有しており、単独で広範囲戦域を制圧できるほどの性能を秘めている。ゼゼーナンの意向により、ゾヴォーク枢密院やゾガル上層部にも詳細なスペックは明かされていない[9]。旧シリーズからの変更点として、本来の緑のカラーリングに戻り、ギガドライバーキャノンの名称がツインドライバーキャノンに変更。特殊能力として、プレイヤー側ユニット数機（ランダム選択）のHPを半減させる「ピンポイント爆撃」を有する。デザインは寺島慎也[9]。
- OGMD……イラドーヤが搭乗。彼女の発言から少数生産されている模様。

#### ゼイドラム
バラン=シュナイルの先行試作機。MAP兵器を持たず武装の種類こそ少ないが無駄がない。必殺武器「バニッシュゲイザー」は腕部にエネルギーを集中させ打撃とともに敵機に打ち込む技。
- 第2次OG……ゴライクンルが独自に開発した試作型機動兵器。厚い装甲と頑強なフレームを持ち耐久性が高い。本来は射撃戦タイプで格闘戦は不向きとされるが、搭乗者であるロフの戦闘スタイルに合わせ、バーニア・スラスターの増設と、格闘用クロー「バニッシュ・ゲイザー」を装備している[5]。各武装を撃った後に肉薄し、クローで高エネルギー体を直接打ち込み対象を内部から粉砕する技になっている。
- OGMD……ゴモウドッカが搭乗。上記の仕様を気に入り、自分用の機体を用意させたとされる。

#### ビュードリファー
機動性を重視した機体。セティ専用機で彼女自身が設計に関わっており、片眼鏡をつけたような顔を持つ。他のゲスト将軍機よりわずかに耐久力が低く、やや短射程。必殺武器「イリュージョンソーサー」は鋏状の両手から円盤状のエネルギー弾を放ち切断するもの。
- 第2次OG……空中・宙空戦闘向きの機動兵器。試作型だがデータ取得のため実戦に投入されている。インスペクターのシルベルヴィントと同系列の機体[10]であり、性能面では上回る。機体の開発にはセティも設計段階から参加しており、彼女の意見を取り入れ機体の軽量化と格闘戦能力の強化が試みられている[11]。必殺武器のイリュージョン・ソーサーも変更され、両手に円盤状のエネルギーを固定したソーサー・フォームになり、有線式の腕を射出し高速で振り回すことで敵を包囲しつつ滅多切りする技になっている。デザインは藤井大誠[11]。

#### オーグバリュー
ライグ=ゲイオスの強化発展型で、砲撃戦を重視した設計。全体的に死角のない性能を誇る。必殺武器「ゲインシューター」は両肩部ドライバーキャノンの共鳴によりリング状の衝撃波を発生させて周囲一帯を押しつぶす攻撃。
- OGシリーズ……ゲイオスシリーズの上位機種。多彩な武装を持つ砲撃戦型の機体。汎用性・安定性が高く扱い易いことからこの機体を使用する指揮官が多い（旧シリーズと異なりゼブ専用機ではない）。キナハの発言によると緊急時はドライバーキャノンを排除することで機体を軽量化、高速モードに移行することができる。デザインは藤井大誠[11]。

#### ライグ=ゲイオス
ゲイオス=グルードの発展強化型で上級指揮官用の機体。全身に武器を搭載し、砲撃戦では無類の強さを持つ。版権作品のキャラクターでは、『第4次/S』でコロスとドン・ザウサーが、『F/完結編』ではゲスト側についたシャピロ・キーツが搭乗する。
- OGシリーズ……ゲイオス=グルードをベースに強化改造を施した上級士官（人間）用の機体。指揮管制機能、火力、装甲に優れる上、バーニア・スラスターによって運動性も保たれている。その分高コストであり生産数は少ない。デザインは藤井大誠[9]。パイロットがバイオロイド兵である場合でも優先BGMとして『ジェノサイドマシーン』が流れるが、スポット参戦するロフと交戦した場合はロフの『ジェノサイドマシーンII』が優先される。『OGDP』では特定条件を満たすと、戦闘で行動不能になった本機種を鹵獲して運用することが可能。

### 量産機

#### ガンセクト
- OG2……インスペクターが使用する無人多脚移動砲台。砲弾やパーツの大半が地球製で、補給が容易に行える。

#### ガロイカ
汎用攻撃機。形状はハリネズミやウニに例えられ、地球側でのコードネームもウニを表す「アーチン」である。機体色は青。イオノクラフト効果により大気圏内外での運用が可能。ガンセクト同様、地球製の弾薬を使用している。耐久力はないがコストパフォーマンスに優れる。簡素な設計ながら並のモビルスーツより優れた戦闘力を有する。ゲストの機動兵器はその多くが地球側の技術のフィードバックによって生まれたが、本機は地球との接触以前からゲストが使用していた。『OGs』においてインスペクターの兵器として登場したことにより、ゲストとインスペクターが同星間国家に所属していることが改めて分かる。『OG2.5』では理由は不明ながらデュミナスの配下であるホムンクルスの3人が使用している。また、『第2次OG』ではインスペクター事件において一部が連邦軍に鹵隠され、カオル・トオミネ博士の改造によってガイアセイバーズの秘密工作に使われていた。

##### ガロイカ・ナイ
ガロイカの強化型。通常型より全体的に性能が高い。機体色は薄い緑。

##### ガロイカ・デグ
ガロイカ・ナイよりも強化され地形適応も上昇している。機体色は濃い緑。

#### レストジェミラ
- OGIN……アニメオリジナル機種。インスペクターが使用する無人式の量産機。高速飛行形態、虫型形態、人型形態への変形機構を持つ。機体構造が非常にフレキシブルであり、関節の柔軟性も高いため運動性に優れる。高性能センサーを搭載しており威力偵察などにも用いられる。主な武装は機体各所に装備されたビーム・ガンとS字型の剣「カーブ・スライサー」。地球側のコードネームは「ジェミニラ」。設計コンセプトは「夜空から降下して地球軍を圧倒する黒くて怪しい軍団」。本機が設定された理由は「他の敵勢力との差別化のため」である[13]。
- 第2次OG……鋼龍戦隊は遭遇していないものの、他の宙域で出現して連邦軍が交戦したとされている。この機体をベースにガイアセイバーズはキャニスを制作した。
- 告死鳥戦記……インスペクター事件終盤、FDXチームとシェリコとの戦いで損傷の少ないものが一機鹵獲されている。

#### レストレイル
汎用人型機動兵器。「シッポつき」と通称されるように、尻尾型のスタビライザーが特徴的。全体のバランスは良いが、若干射程が短い。設定上のサイズは、空母であるゼラニオを除けばバラン=シュナイルやゲスト3将軍の機体に次いで大きい。
- 第2次OG……宙間・低重力環境での運用を想定した量産型機動兵器。旧式化しつつある機体だが総生産数は多い。デザインは藤井大誠[14]。

#### カレイツェド
人型強襲兵器。多くの火器を搭載し攻撃能力が高いが、作戦行動時間は限られている。逆関節型の脚部を持つ。
- 第2次OG……高推力のバーニア・スラスターを複数装備しており宙間、地上での強襲に向く。デザインは藤井大誠[14]。

#### グラシドゥ=リュ
砲撃戦闘重視の機動兵器。肩部にイオンビーム砲を装備。後方支援を主目的とし、接近戦用の武装が弱い。
- 第2次OG……右肩に大型のドライバーキャノンを装備した砲撃専用機。単純な構造ゆえに生産性・整備性に優れるが運動性は低い。デザインは宮豊[14]。

#### レストグランシュ
レストレイルから発展した次期汎用人型機動兵器。女性的な機体シルエットを持つ。レストレイルより小型・高機動化されると同時に武装、装甲ともに強化された隙のない機体。
- 第2次OG……レストレイルの後継機的な存在で、現在の主力機。全体的にバランスがよく、両肩のスタビライザー兼バーニア・スラスターにより高い運動性能を持つ。デザインは藤井大誠[14]。

#### ゲイオス=グルード
汎用人型機動兵器。強力な機体でありながら操作性に優れ、一般兵でも容易に乗りこなせる。サバイバビリティが高く脱出装置も完備しているため、傭兵に好んで使用されるという設定。
- 第2次OG……火力・運動性・機動性に優れるマルチロール機だが、生産コストが高いため総数は少ない。肩上部のハードポイントにオプションパーツを装備できるほか、背部にパーツを追加することで空中戦仕様への変更も可能。デザインは宮豊[14]。

### 艦艇

#### ゼラニオ
ゲストの巨大強襲空母。ダメージコントロール能力に優れるとされる。主砲は荷電粒子砲。

#### ウユダーロ級制圧砲艦
ゾヴォークが保有する超大型砲艦。地球連邦軍からのコードネームは「カレイドスコープ」。
主砲として巨大な重金属粒子主砲を艦首に内蔵し、その大出力を生かしての宇宙空間から惑星上への直接砲撃を可能とする。主砲はモードを切り替えることで単射・連射が可能であるが、連射モードの場合は威力が低下する。加えて艦の各部に大小様々な砲門を搭載している。
更に周辺宙域に配置されたプリズム・リフレクターに主砲のビームを反射・拡散させることで、死角に存在する目標や広範囲に展開する敵機を一度に殲滅可能。
- OGIN……艦名は「ディアウス」。使用にはウェンドロの許可が必要（特に連射モードの使用時）だったが、ヴィガジやメキボスはアインスト迎撃という現状の打破を優先するため、許可を取らず使用する。それによりアインストを多数破壊し、クロガネとヒリュウ改を追いつめるが、グランゾンに破壊された。
- 告死鳥戦記……シュリコ・ハバーデ率いる部隊が地球圏に持ち込んだが、シュリコが最期に仕掛けた罠によりプリズム・リフレクターを自らに放って自沈した。地球の哨戒艦隊を壊滅させており、その際に地球側から「カレイドスコープ」というコードネームを付けられていた。
- OGDP……艦名は「メッケンノーザ」。クェパロク・ナーモ率いる部隊が旗艦として持ち込んだ。
- OGMD……ゴモウドッカの指示で地球圏に2隻派遣されている。連邦軍やゾヴォーク本国ではこれらの存在を感知できていないため、鋼龍戦隊が本艦と交戦する事はない。

### ゲーム
- DC戦争シリーズ	
  - 第3次スーパーロボット大戦
  - 第4次スーパーロボット大戦 / 第4次スーパーロボット大戦S
  - スーパーロボット大戦F / スーパーロボット大戦F完結編
  - 全スーパーロボット大戦 電視大百科
- OGシリーズ	
  - スーパーロボット大戦ORIGINAL GENERATION2
  - スーパーロボット大戦OG ORIGINAL GENERATIONS
  - スーパーロボット大戦OG外伝
  - 第2次スーパーロボット大戦OG
  - スーパーロボット大戦OG ダークプリズン
  - スーパーロボット大戦OG ムーン・デュエラーズ